# Pèlerins de Jérusalem antérieurs aux Croisades
Jérusalem a toujours été un lieu de pèlerinage fréquenté par les Européens, et cela bien avant les Croisades. Il était connu comme le lieu du sacrifice et de la mort de Jésus.

## Pèlerins de Jérusalem
- Saint Alexandre, évêque de Cappadoce, arrivé à Jérusalem comme pèlerin en 212, y reste comme patriarche de Jérusalem[1].
- L'impératrice Hélène, en 325[1].
- Le « Pèlerin de Bordeaux », en 333, auteur anonyme d'un récit de son pèlerinage à Jérusalem et en Terre sainte.
- L'évêque Triphylle, évêque de Leucosie à Chypre, arrivé à Jérusalem avant 370[1].
- Mélanie l'Ancienne, vers 373 ; elle reste à Jérusalem et y meurt vers 411[1].
- Rufin d'Aquilée, rejoint Mélanie l'Ancienne vers 378[1].
- Saint Porphyre de Thessalonique, et Marcus, en 382. Après avoir fabriqué des souliers à Jérusalem pour gagner sa vie, Porphyre devient évêque de Gaza[2].
- Sainte Paule, en 385. Le récit de son pèlerinage est écrit par saint Jérôme[3].
- Sylvie d'Aquitaine, entre 385 et 388. Le récit de son pèlerinage est redécouvert en 1887.
- Saint Philorome, à la fin du IVe siècle, ainsi que saint Philaster et saint Gaudence de Brescia[3].
- Paul Orose, de 414 à 416. Retourné en Espagne, il y rapporte des reliques du premier martyr Étienne[3].
- Avitus, d'Espagne, Ve siècle[3].
- L'impératrice Eudoxie, épouse de Théodose II, en 438 ou 439[3].
- Sainte Apollinaire, vers la fin du Ve siècle[3].
- Saint Cadoc, évêque de Bénévent, trois fois pèlerin à Jérusalem au VIe siècle[3].
- Saint Siméon, ou Salus, d’Égypte, VIe siècle[3].
- Saint Martin de Dume, archevêque de Braga en Galice, avant 572[3].
- Licinius, évêque de Tours, VIe siècle[3].
- Arculfe, évêque gaulois, vers 670 (son récit fut abrégé par Bède le Vénérable, sous le titre De locis sanctis).
- Willibald d'Eichstätt, moine anglo-saxon, arrive à Jérusalem en 725[4].
- Bernard le Sage, moine de l'Abbaye du Mont-Saint-Michel, entreprend un voyage en Terre sainte en 867[5].
- Foulques III, duc d'Anjou, entreprend quatre voyages en Terre sainte au début du XIe siècle[6].
- Robert Ier, duc de Normandie, part en pèlerinage en 1035[7].